# Астеносфера
Астеносфера је подручје унутар Земље, које се простире између 40 и 400 километара испод површине, али по неким подацима, вероватно достиже дубину и до 700 километара. То је слаба или „мека“ зона горњег омотача, а лежи непосредно испод литосфере. Има значајну улогу у тектоници плоча и изостатичкој компензацији. Без обзира на своју температуру, због високог притиска је у некој врсти пластичног стања и има релативно малу густину. Сеизмички таласи, чија брзина опада са смањењем компакције средине, пролазе релативно споро кроз астеносферу, због чега се она још назива и зоном малих брзина.
Испод танких океанских плоча, астеносфера је много ближа површини, него испод орогених подручја. На средњоокеанским гребенима издиже се чак до неколико километара од површине.
Горњи део астеносфере је зона по којој се крећу тектонске плоче. Због термодинамичких услова у астеносфери, стене постају дуктилне, померајући се брзином деформације центиметарског реда величине за годину дана. На тај начин се крећу у облику конвекцијске струје. Изнад астеносфере, истом брзином деформација, стене се понашају еластично, али се могу ломити, јер су крте, због чега настају раседи и пукотине. Сматра се да крута литосфера плута или се помера по астеносфери, што узрокује померање тектонских плоча, описаног теоријом тектонике плоча.
Иако се дуго сумњало у постојање астеносфере, оно је потврђено анализама кретања сеизмичких таласа, након земљотреса у Чилеу, 1960. године.